# Lidköpings rådhus

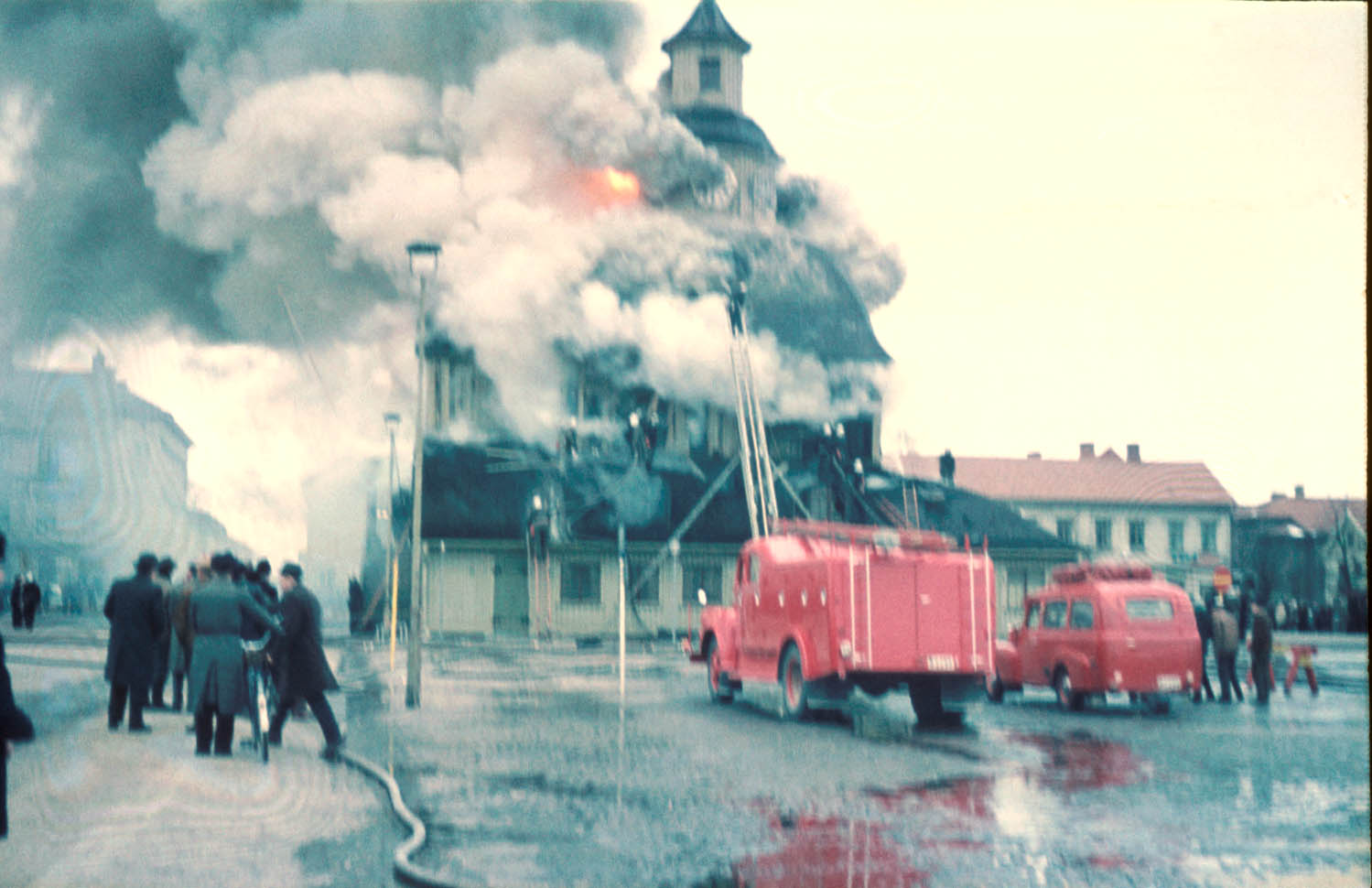
Rådhuset brinner 11 februari 1960.

Lidköpings rådhus är ett byggnadsminne på Nya stadens torg i Lidköping.
Byggnaden var från början Magnus Gabriel de la Gardies jaktslott på Kållandsö, uppfört efter ritning av Matthias Holl. Den nedtogs 1672 och fraktades till Lidköping, där den återuppfördes på det som skulle bli Nya stadens torg. På en ny bottenvåning av sten uppbyggdes en tvåvånig träbyggnad, täckt av en stor huv och krönt av ett torn i två avsatser med ekspånsbeklätt tak. Kring bottenvåningen byggdes en krans av salubodar under ett platt tak, senare ersatt av ett högre karnissvängt tak. Rådstugan stod färdigt att tas i bruk 1676 och innehade denna funktion till 1883, då det blev säte för rådhusrätt och magistrat. Under olika tider inrymde det även polisstation, spruthus, provisoriskt museum och slutligen kommersiella lokaler.
Huset har genom århundradena genomgått en del förändringar; på 1740-talet panelades väggarna och tillkom en fritrappa till andra våningen, en balkong i tredje våningen och ett tornur.
Byggnaden eldhärjades 1960 varvid endast bottenvåningen och delar av mellanvåningen blev kvar, men i skadat skick. Den rekonstruerade efter gamla ritningar under ledning av arkitekten Stig Hermansson. Byggnaden har omväxlande varit målad gul eller röd. Högst upp pryds den av Justitia med förbundna ögon och vågskålar. I dag inryms Lidköpings turistbyrå och ett kafé i byggnaden.
Efter branden år 1960 tillkom klockspelet som spelar olika melodier kl 9, 12, 15 och 18. De melodier som spelas är kl 9 "Klanger" av Birger Telander från Lidköping, kl 12 en 1500-talsmelodi, kl 15 "Rådhusmelodi" av Telander och kl 18 "Norna", en 9-tonsmelodi av kantor Otto Andersson från Rackeby.